# HD 87436
HD 87436，又名CP-59 1752，SAO 237640、HR 3966，是一颗恒星，视星等为6.19，位于銀經283.41，銀緯-3.86，其B1900.0坐标为赤經9h 59m 46.9s，赤緯-59° -3.86′ 41″。